# Lauren Shuler Donner
Lauren Shuler Donner, född 23 juni 1949 i Cleveland, Ohio, är en amerikansk filmproducent och tidigare skådespelerska. 
Shuler Donner var gift med filmregissören Richard Donner från 1985 fram till hans död 2021.

## Filmografi (urval)

### Som producent
- 1983 – Se upp, farsan är lös!
- 1985 – Ladyhawke
- 1985 – St. Elmo's Fire
- 1986 – Pretty in Pink
- 1989 – Tre på rymmen
- 1993 – Dave
- 1993 – Rädda Willy
- 1995 – Rädda Willy 2
- 1995 – Dödligt möte
- 1997 – Rädda Willy 3
- 1998 – Bulworth
- 1998 – Du har mail
- 1999 – Any Given Sunday
- 2000 – X-Men
- 2001 – Snowbiz!
- 2003 – Smekmånaden
- 2003 – X2: X-Men United
- 2005 – Constantine
- 2005 – She's the Man
- 2006 – X-Men: The Last Stand
- 2006 – Unaccompanied Minors
- 2008 – The Secret Life of Bees
- 2009 – Hundpensionatet
- 2009 – X-Men Origins: Wolverine
- 2009 – Cirque du Freak: The Vampire's Assistant
- 2011 – X-Men: First Class
- 2013 – The Wolverine
- 2014 – X-Men: Days of Future Past
- 2016 – Deadpool
- 2016 – X-Men: Apocalypse
- 2017 – Logan – The Wolverine
- 2018 – Deadpool 2
- 2020 – The New Mutants

### Som skådespelare
- 1992 – Dödligt vapen 3
- 1994 – Maverick